# 聖ヨハネ修士会
聖ヨハネ修士会（せいヨハネしゅうしかい、略称：SSJE）は、聖公会の男性修道会である。1866年、リチャード・メウ・ベンソン、チャールズ・チャップマン・グラフトン、シメオン・ウィルバーフォース・オニール（Simeon Wilberforce O'Neill）によって英国オックスフォードのカウリーで設立された。俗にカウリー・ファーザーズと呼ばれるこの会は、英国宗教改革以来、聖公会で初めて設立された男性による安定した宗教的共同体であった。長年にわたり、英国、スコットランド、インド、南アフリカ、日本、カナダに支部を設けていた。

## 日本における聖ヨハネ修士会
日本では、聖公会が1939年に開設した男子修道院であったとされるが、1934年にはケネス・ヴァイアルが日本のSSJEハウスに配属されており、開設時期は1934年以前と思われる。

日本の聖ヨハネ修士会は1975年に解散したが、当時の住所は栃木県小山市東島田2569であった。風光明媚な思川沿いにあり、礼拝堂には近くで取れる大谷石が使われていた。

### 小山祈りの家
聖ヨハネ修士会の施設は修道会解散後に日本聖公会北関東教区に移されて「小山研修所」となり、2004年からは「小山祈りの家」として黙想会・キャンプなどに用いられている。併設する墓地には、歴代の北関東教区主教、教区の他の先達が埋葬されている。

### その他の修士会と修女会
日本聖公会のその他の修士会と修女会は、次の通り。
- 聖使修士会（略称：SSM[7]、神戸市）- 既に閉鎖
- ナザレ修女会（本部は日本・三鷹市、聖家族礼拝堂は内井昭蔵の設計[8]）、支部：聖ジョージ修道院（沖縄県）[9]
- 神愛修女会（和歌山県）- 修女会は2013年に解散したが、特別養護老人ホーム「愛の園」（上富田町）が存続[10]。

## 参照項目
- 修士会・修女会
- イングランド国教会の修道会
- ケネス・ヴァイアル - 日本の聖ヨハネ修士会で院長を務めた。